# Agrostis australiensis
Agrostis australiensis är en gräsart som beskrevs av Carl Christian Mez. Agrostis australiensis ingår i släktet ven, och familjen gräs. Inga underarter finns listade i Catalogue of Life.